# Phantyna terranea
Phantyna terranea là một loài nhện trong họ Dictynidae.
Loài này thuộc chi Phantyna. Phantyna terranea được Wilton Ivie miêu tả năm 1947.